# 衢
| ウィキペディアには「衢」という見出しの百科事典記事はありません（タイトルに「衢」を含むページの一覧/「衢」で始まるページの一覧）。 代わりにウィクショナリーのページ「衢」が役に立つかもしれません。 |